# Такуэлл-Смит, Зои
Зо́и Та́куэлл-Смит (англ. Zoë Tuckwell-Smith; Сидней, Новый Южный Уэльс, Австралия) — австралийская актриса.

## Биография
Зои Такуэлл-Смит родилась в Сиднее (штат Новый Южный Уэльс, Австралия) и, бегло говоря на индонезийском, она выросла в Азии. 

«Я всегда была мечтателем — талантливым и творческим. В детстве я любила театральные постановки и придумывала истории для моих родителей и игрушек!»— Зои о своём детстве
 После окончания средней школы в 2000 году, она поступила в «NIDA», который окончила в 2003 году со степенью в области актёрства.

## Карьера
Зои дебютировала в кино в 2004 году, сыграв роль Эллы Кэмпбелл в эпизоде «Не в фокусе» телесериала «Все святые». Всего Такуэлл-Смит сыграла в 14-ти фильмах и телесериалах.

## Личная жизнь
Зои состоит в фактическом браке с актёром Дэймоном Гэймо. У пары есть дочь — Вельвет Гэймо (род. в ноябре 2013).

## Фильмография
| Год  |   | Русское название | Оригинальное название | Роль          |
| ---- | - | ---------------- | --------------------- | ------------- |
| 2004 | с | Все святые       | All Saints            | Элла Кэмпбелл |
| 2005 | ф | Сын Маски        | Son of the Mask       | миссис Бэбкок |
| 2008 | с | Полоса           | The Strip             | Кэсси Майо    |